# Glyphicnemis townesi
Glyphicnemis townesi là một loài tò vò trong họ Ichneumonidae.